# Mulegns
Mulegns je bývalá samostatná obec ve švýcarském kantonu Graubünden, okrese Albula. Žije zde  obyvatel.
K 1. lednu 2016 se na základě výsledku hlasování Mulegns sloučil spolu s dalšími obcemi v údolí Oberhalbstein do nové obce Surses.

## Geografie

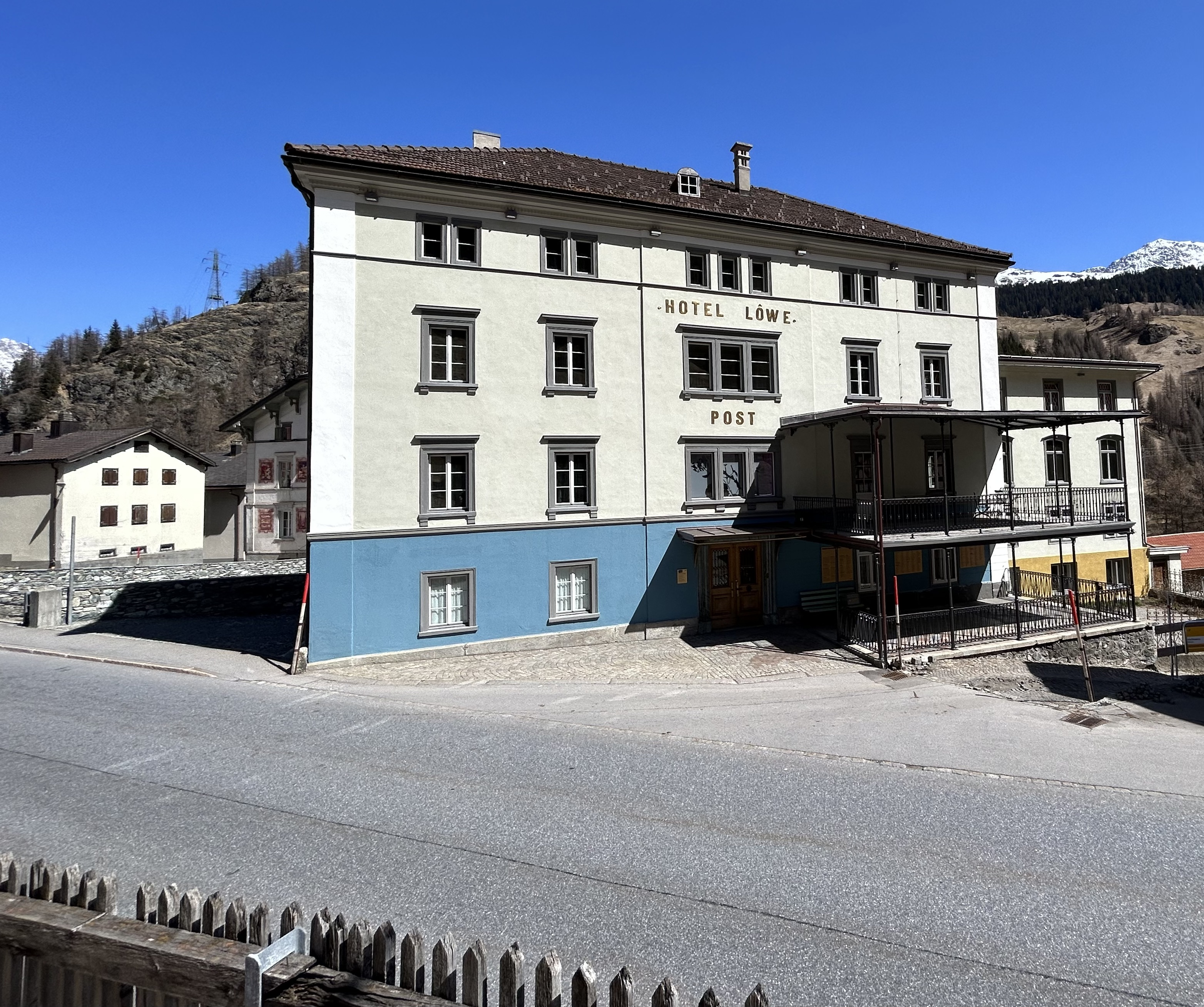
Hotel Löwe

Mulegns leží na silnici z Tiefencastelu do Silvaplany (silnice přes průsmyk Julierpass). Nejvyšším bodem bývalé obce je hora Piz Platta, vysoká 3392 m.

## Historie
Původní osídlení se soustředilo v údolí Val Faller. Tam se v letech 600–500 př. n. l. těžila měď a provozovaly se tavicí pece. Dnešní vesnice Mulegns byla založena Walsery v 15. století a poprvé je zmíněna v písemných pramenech v roce 1521. Walserové se přistěhovali z Val Faller, které osídlili již ve 13. století.
V 19. století se v Mulegns měnily poštovní koně, v té době zde byly stáje pro až 150 koní. Do současnosti se z této doby dochoval velký hotel Posthotel Löwen. Otevření železnice Albulabahn v roce 1903 vedlo ke ztrátě mnoha pracovních míst a vedlo k tomu, že dnes v obci žije jen několik málo zemědělců.
Dne 10. března 2006 obyvatelé devíti hlasy proti šesti hlasům schválili sloučení všech obcí okresu do obce Surses. Kvůli odporu ostatních obcí a nedosažení hranice závaznosti však tento projekt selhal. Po zamítnutí velké fúze obcí v údolí se v obci ozývaly hlasy, že by se mělo usilovat o fúzi s obcí Sur. Druhé referendum umožnilo sloučení všech obcí v údolí k 1. lednu 2016.

## Obyvatelstvo

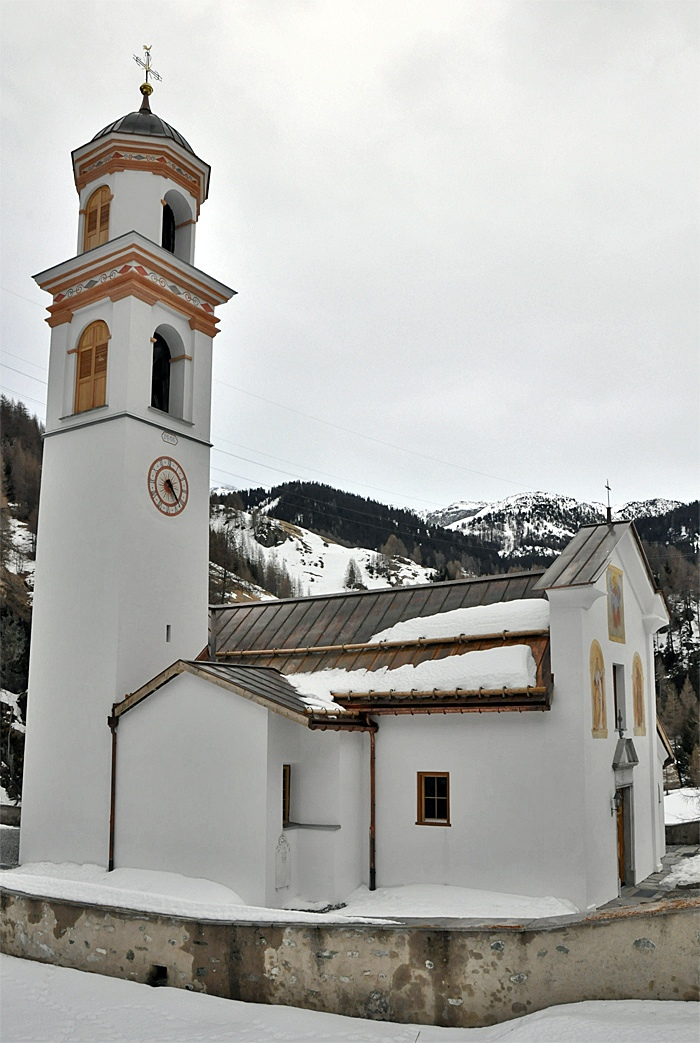
Kostel

| Rok            | 1850 | 1900 | 1950 | 1960 | 1980 | 1990 | 2000 | 2005 | 2013 | 2014 |
| Počet obyvatel | 120  | 146  | 109  | 57   | 50   | 37   | 33   | 27   | 28   | 25   |

### Jazyky
Původním jazykem místních obyvatel je surmiran, regionální dialekt rétorománštiny. Až do roku 1980 byla rétorománština téměř jediným jazykem v obci, od té doby však jazyk kvůli odchodu obyvatelstva výrazně ztrácí na významu. Vývoj v uplynulých desetiletích ukazuje následující tabulka:
| Jazyky v Mulegns |                   |                   |                   |                   |                   |                   |
| Jazyk            | Sčítání lidu 1980 | Sčítání lidu 1980 | Sčítání lidu 1990 | Sčítání lidu 1990 | Sčítání lidu 2000 | Sčítání lidu 2000 |
| Jazyk            | Počet             | Podíl             | Počet             | Podíl             | Počet             | Podíl             |
| Němčina          | 4                 | 8,00 %            | 10                | 27,03 %           | 14                | 42,42 %           |
| Rétorománština   | 46                | 92,00 %           | 27                | 72,97 %           | 19                | 57,58 %           |
| Italština        | 0                 | 0,00 %            | 0                 | 0,00 %            | 0                 | 0,00 %            |
| Počet obyvatel   | 50                | 100 %             | 37                | 100 %             | 33                | 100 %             |

## Hospodřáství a doprava
V roce 2014 bylo v bývalé obci s 25 obyvateli ještě 11 pracovních míst. Mezi nimi i v hotelu Posthotel Löwen, kde dříve přenocovali cestující, kteří překračovali průsmyk Julierpass.
Mulegns leží na hlavní silnici č. 3 z Churu přes Lenzerheide a průsmyk Julierpass do Engadinu. Na této trase jezdí také autobusová linka Postauto, obsluhující obec.